# セリウム
セリウム（英: cerium [ˈsɪəriəm]）は、原子番号58の元素で、元素記号は Ce。銀白色で軟らかく延性に富む金属で、空気中で容易に酸化される。セリウムは、希土類元素としては最も豊富に地殻中に存在しており、その濃度は、質量パーセント濃度で0.046%である。さまざまな鉱物中で見つかり、最も重要なのはモナザイトとバストネサイトである。セリウムの商業的な用途は多岐に渡り、触媒、排出物を還元するための燃料への添加剤、ガラス、エナメルの着色剤などがある。酸化物はガラス研磨剤、スクリーンの蛍光体、蛍光灯などで重要な成分である。

## 名称
セリウムの名は準惑星ケレスに因んでいる。

## 歴史
同じ年に別個に発見されたため、第一発見者を巡って国家間の論争を招いた最初の元素となった。
1803年、スウェーデンのイェンス・ベルセリウス (J. J. Berzelius) とウィルヘルム・ヒージンガー (W. Hisinger) が、スウェーデンのバストネス鉱山でイットリウム鉱石の探索中に未知の酸化物を見いだし、そのころ発見された準惑星（発見当時は惑星とされていた）セレスにちなんでセリア (ceria) と命名された。同年、ドイツのマルティン・ハインリヒ・クラプロート (M. H. Klaproth) も同じ鉱山で新元素を探索した結果、新元素を発見し、その性状から黄色い土という意味でテールオクロイト (terre ochroite) と命名された。その後、学会で、名称としてセリウムが採用された。

## 特徴
灰色がかかった銀白色の金属で、常温・常圧での安定結晶構造は、面心立方格子構造（FCC、β型）だが730 °C以上で体心立方格子構造 (BCC) となり、低温では六方最密充填構造（HCP、α型）、更に-150 °C以下で再び面心立方格子構造が安定となる。比重は6.77、融点は804 °C、沸点は3,470 °Cで、融点と沸点の開きが大きいのが特徴。
空気中で酸化されやすく、次第に酸化セリウム(IV) (CeO2) となるほか、加熱すると160 °Cで発火する。水にはゆっくりと溶け（熱水と反応）、酸（無機酸）には易溶。アンモニアにも溶ける。原子価は+3、+4（ランタノイドで唯一4価が安定なのが特徴）。
モナズ石（モナザイト）やセル石（セライト）に含まれる。最も存在量の多い希土類元素だが、資源としては90%以上を中国が産出している。

## 化学的性質
金属セリウムは空気中でゆっくりと変色し、150 °Cで速やかに燃焼し酸化セリウム(IV)が生成する。
{\displaystyle {\ce {Ce + O2 -> CeO2}}}
セリウムは非常に電気的陽性で、冷水とおだやかに、熱水とは速やかに反応して、水酸化セリウム(III)が生成する。
{\displaystyle {\ce {2Ce (s) + 6H2O (l) -> 2Ce(OH)3 (aq) + 3H2 (g)}}}
金属セリウムは全てのハロゲンと反応する。
{\displaystyle {\ce {2Ce (s) + 3F2 (g) -> 2CeF3 (s)}}} [白色]
{\displaystyle {\ce {2Ce (s) + 3Cl2 (g) -> 2CeCl3 (s)}}} [白色]
{\displaystyle {\ce {2Ce (s) + 3Br2 (g) -> 2CeBr3 (s)}}} [白色]
{\displaystyle {\ce {2Ce (s) + 3I2 (g) -> 2CeI3 (s)}}} [黄色]
セリウムは希硫酸に速やかに溶け、無色の Ce(III) イオンの溶液ができる。このイオンは {\displaystyle {\ce {[Ce(OH2)9]^{3+}}}} のような錯体として存在する
{\displaystyle {\ce {2Ce(s) + 3H2SO4(aq) -> 2Ce^{3+}(aq) + 3SO4^{2-}(aq) + 3H2(g)}}}

## 化合物

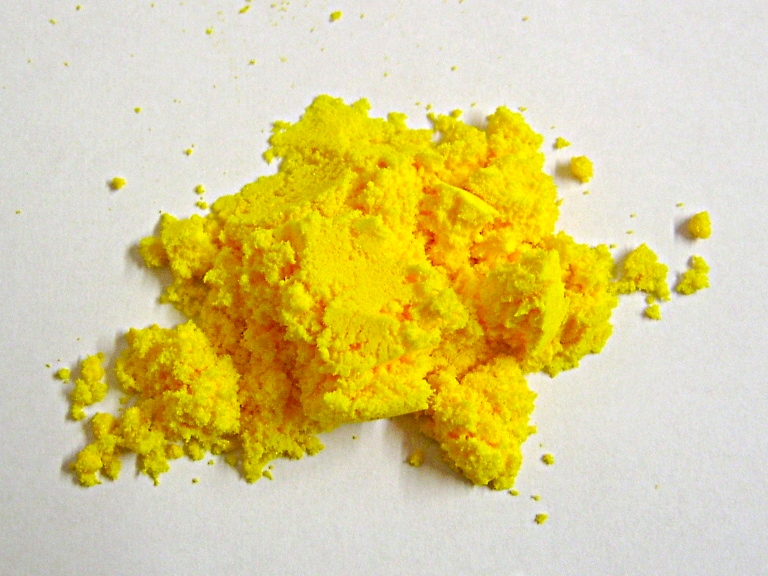
硫酸セリウム(IV)

セリウム(IV)塩は赤橙色か黄色である。一方、セリウム(III)塩はふつうは白色か無色である。両者とも紫外線を非常に吸収する。セリウム(III)は無色のガラスを作るのに使われ、ほぼ完全に紫外線を吸収する。鋭敏な定性的な検査により、セリウムは希土類の混合物から容易に検出できる。アンモニアと過ハロゲン酸をランタノイドの水溶液に加えると、セリウムが存在すれば特徴的な暗褐色に染まる。
セリウムの取りうる酸化数は+2、+3、+4の三つある。+2の状態は珍しく、CeH2、CeI2、CeS などで見られる。最も有名な化合物は酸化セリウム(IV) (CeO2) で、jeweller's rougeとして使われる。滴定で使われる二つの有名な酸化剤は硫酸セリウムアンモニウム(IV) (NH4)2Ce(SO4)3) と硝酸セリウムアンモニウム(IV) (NH4)2Ce(NO3)6)（別名：CAN）である。セリウムは塩化物もつくり、塩化セリウム(III) CeCl3 は有機化学でカルボニル化合物の反応に使われる。他の化合物は以下のとおり。
- CeAl3
- CeCu6
- CeCu2Si2
- CeRu2Si2
- 酸化セリウム(III) (Ce2O3)
- 酸化セリウム(IV) (CeO2)
- 塩化セリウム(III)七水和物 (CeCl3･7H2O)
- フッ化セリウム(III) (CeF3)
- 硫酸セリウム(III)八水和物 (Ce2(SO4)3･8H2O)
- 硫酸セリウム(IV)四水和物 (Ce(SO4)2･4H2O)
- 硝酸セリウム(III)アンモニウム四水和物、ペンタニトラトセリウム(III)酸アンモニウム ((NH4)2[Ce(NO3)5]･4H2O)
- 硝酸セリウム(IV)アンモニウム、ヘキサニトラトセリウム(IV)酸アンモニウム ((NH4)2[Ce(NO3)6])
- 硝酸セリウム(III)六水和物 (Ce(NO3)3･6H2O)
- 水酸化セリウム(IV)n水和物 (Ce(OH)4･nH2O)
- 炭酸セリウム(III)八水和物 (Ce2(CO3)3･8H2O)
- 過塩素酸セリウム(III)八水和物 (Ce(ClO4)3･8H2O)
- 臭化セリウム(III)六水和物 (CeBr3･6H2O)
- 六ホウ化セリウム (CeB6)
- 二ケイ化セリウム (CeSi2)
- 硫化セリウム(III) (Ce2S3)
- ヨウ化セリウム(III)九水和物 (CeI3･9H2O)
- シュウ酸セリウム(III)九水和物 (Ce2(C2O4)3•9H2O)
- 酢酸セリウム(III)一水和物 (Ce(CH3COO)3･H2O)

## 用途
酸化物が研磨剤として用いられるほか、ガラス添加剤、製鋼原料、触媒としても使用される。化学反応における酸化剤としての用途は、使用量こそ少ないが非常に重要である。
ガラス研磨剤1960年代から鉱物（バストネサイト）酸化物が用いられ、光学レンズ研磨に欠かせないものとなった。単に硬度が高いだけでなく、酸化セリウムやフッ素がガラスと化学反応を起こす、化学機械研磨 (CMP) が生じることが特長で、液晶パネルや水晶・石英などケイ酸系の宝石研磨に利用される。
電子部品研磨剤他の希土類を抽出除去した高純度酸化セリウムがフォトマスク、ハードディスクなどのガラス基板、多層化集積回路の層間絶縁膜平滑化に用いられている。
発火石ライター用の発火石としてセリウムと鉄の合金（フェロセリウム）が使われている（発火合金）。摩擦により火花を発生する。
紫外線吸収剤酸化セリウムは屈折率が大きく紫外線をよく吸収・遮蔽するため、サングラスなど紫外線遮断（UVカット）ガラスや化粧品に用いられる。
蛍光体青い蛍光を発することから、ブラウン管に利用されてきた。1997年、YAGにセリウムを添加した黄色蛍光体を青色発光ダイオードの補色とすることで、白色LED灯が初めて商品化された。また、蓄光材料としても用いられる。フッ素との化合物のフッ化セリウム (CeF3) は放射線検出の為のシンチレータ材料として使用される。
顔料酸化セリウムが黄色系顔料の成分として使用されるほか、ガラスに添加して淡い黄色に発色させる着色剤、酸化雰囲気にして鉄分による着色を打ち消す脱色剤として利用される。
造影剤X線CT（コンピュータ断層撮影法）による微小血管造影装置の陽極に用いる。

希土類磁石金属間化合物の CeCo5 が磁性材料として利用される。
鉄鋼添加剤フェロセリウムとしてステンレス鋼などの硫黄や酸素原子による還元作用を、酸化作用で抑制する。
合金添加剤腐食防止用インヒビターとして、航空機用・高強度アルミニウム合金に添加されるほか、マグネシウム合金にも3-4%添加される。
るつぼ硫化セリウムによる機能性、耐熱るつぼ製品の製造。
溶接電極棒交流アーク用にセリウム入りタングステン電極棒（通称セリタン）が重用されている。
触媒酸化物の酸素貯蔵能が高いことから、自動車排ガス用三元触媒に、助触媒として添加されている。
センサー抵抗型気中酸素濃度センサとして排ガス中の酸素濃度を測定し、エンジンの燃焼効率改善のため空燃比制御に使用される。
固体電解質サマリアドープトセリア (SDC) やガドリニアドープトセリア (GDC) は酸素イオン伝導体として固体酸化物燃料電池 (SOFC) に用いられる。
ガス灯硝酸セリウムが、発光体であるガスマントル製造に使用された。これが工業的利用の最初の例である。その後も発光材料として利用されている。
医薬品シュウ酸セリウムが、鎮静・鎮吐作用を持つとして医薬品に使用される。また、抗血液凝固作用があり、血栓防止などに有用とする研究がある。
酸化剤4価のセリウムイオンは3価になるとき、強い酸化性を示す。このことから、硝酸セリウムアンモニウムが有機合成化学やウエットエッチングに利用されている。また、有機セリウム求核試薬やヒ素吸着剤にも利用される。
超伝導物質、強磁性物質セリウムの化合物には重い電子系（ヘビーフェルミオン）として注目されているものがある。→CeIrIn5。CeCu2Si2（超伝導体でもある）。CeRu2Si2 や CeCu6 は、近藤効果により極低温まで磁気秩序を示さない。

## 産出
レアアースであり資源としては、中国、旧ソ連、アメリカ、西オーストラリア、インドの埋蔵量が多く、日本でも少量産出する。鉱物としてはバストネサイト (Ce,La)(CO3)F、モナザイト (Ce, La, Nd, Th)PO4 が主体であり、それぞれ酸化セリウムとして50%弱と最も多く含まれている。産出量は約90%を、中国内陸部で磁鉄鉱副産物の複雑鉱石から精製されるものが占めており、次いでアメリカ、旧ソ連、インドとなっている。中間製品の輸出国としては他にフランス、台湾もあげられる。
セリウムは使用量の少なさにもかかわらず、他のレアアースと共に多く副産するため、その在庫量がネオジムやジスプロシウム等の生産を圧迫し、コスト的に不利なアメリカ等のレアアース産業を打撃した。しかし近年、アルミニウム材の耐熱性改善にセリウムとの合金が有望との見込みが示されており、レアアース生産におけるセリウム過剰構造の改善にも大きな効果を持ちうるとも期待されている。

## 製造
汎用研磨剤としては、アメリカ産バストネサイトをそのまま酸化・粉砕し、粒度分級したものが用いられている。
そのほか、焙焼したバストネサイトを塩酸浸出し他の希土類と分離したもの、モナザイトを苛性によるアルカリ製錬（リン酸鉱物であるため）する雰囲気で利用が遅れた。水酸化物を塩酸抽出したものから酸化セリウムなどの化合物が製造され、各種用途に用いる。溶融電解や金属カルシウム還元により、金属セリウムが得られる。
フェロセリウムは主にアメリカで生産され、鉄鋼添加剤用途に輸入されている。